# Història del cafè
La història del cafè arrenca com a mínim del segle xiii. La llegenda diu que Kaldi, un pastor de cabres del segle ix, hauria descobert el cafè quan vigilava les seves cabres; probablement és apòcrifa i no va aparèixer per escrit fins a l'any 1671. Des d'Etiòpia es diu que el cafè s'estengué a Egipte i al Iemen. La primera evidència creïble de consum de cafè apareix a la primera meitat del segle xv als monestirs sufís del Iemen. Cap al segle xvi havia arribat a la resta de l'Orient Mitjà, Pèrsia, Turquia, i Magrib. Després s'estengué als Balcans, Itàlia i la resta d'Europa, a Indonèsia i després a Amèrica.

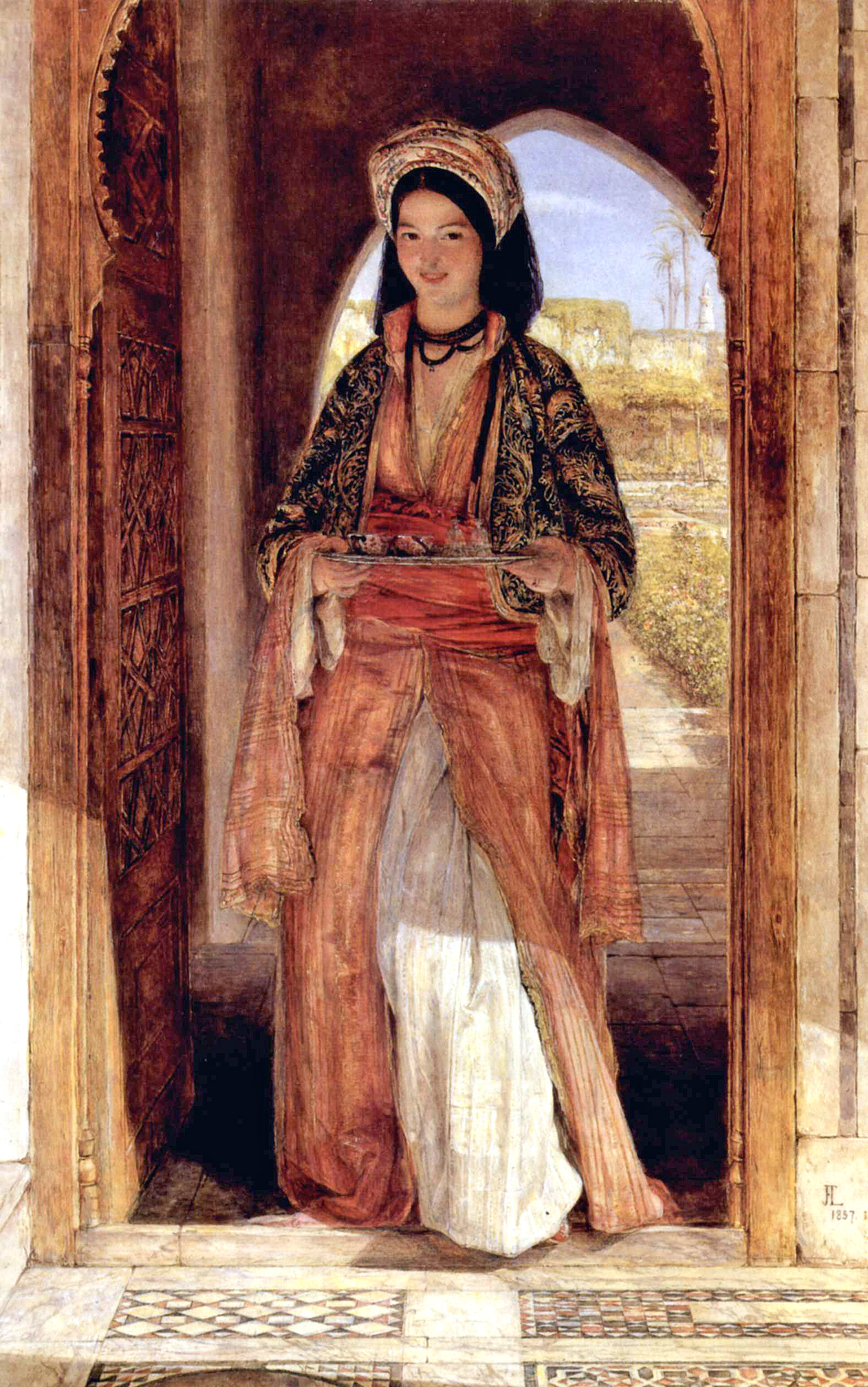
Una portadora de cafè al Caire (1857)

## Origen

### Etimologia
La paraula "cafè" prové del turc kahve, com un manlleu de l'àrab qahwa, derivat de qahhwat al-bun 'vi de gra'. Un possible origen del nom és el Regne de Kaffa a Etiòpia, on el cafè és planta nadiua; a Etiòpia es diu bunn o bunna.

### Primers usos
Hi ha diversos relats llegendaris sobre l'origen de la beguda del cafè. Un n'implica el místic sufí Ghothul Akbar Nooruddin Abu al-Hasan al-Shadhili. Diu que, quan viatjava per Etiòpia, observà uns ocells amb una inusual activitat i, en tastar les mateixes baies que els ocells havien estat menjant, experimentà la mateixa vitalitat.
En les llegendes s'atribueix el descobriment del cafè al deixeble d'Abou'l Hasan Schadheli, Omar. D'acord amb una antiga crònica (conservada en el manuscrit Abd-Al-Kadir), Omar, que era conegut per la seva capacitat de guarir malalties amb la pregària, una vegada va ser exiliat de Mokha en una cova del desert prop d'Ousab. Com que passava fam, Omar mastegà les baies d'un arbust proper, però les trobà amargants. Va mirar de torrar-les per millorar-ne el gust, però es posaren dures. Aleshores va tractar de bullir-les per tal d'estovar-les, cosa que donà lloc a un líquid marró fragant. Una vegada que va beure el líquid Omar es va refer i va aguantar durant dies. Quan el relat de la "droga miraculosa" arribà a Mokha, es va demanar a Omar que tornés i va ser fet sant.
Una altra història implicava el pastor de cabres Kaldi, que, assabentat dels efectes energètics quan el seu ramat menjava certes baies roges d'un arbust determinat, en mastegà el fruit. Va portar les baies a un monjo d'un monestir proper, però el monjò desaprovà el seu ús i les llançà al foc, del qual en va sortir una aroma molt agradable i els altres monjos acudiren a investigar-ho. D'aquestes llavors rostides, dissoltes en aigua calenta, se'n va fer la primera beguda de cafè.
El cafè es consumia principalment en el món islàmic i estava directament relacionat amb la religió.
El grup ètnic oromo d'Etiòpia fou el primer a reconèixer els efectes energètics de la planta del cafè. Els estudis sobre diversitat genètica fets en les varietats de Coffea arabica han trobat baixa diversitat, però retenen certa heterocigosi de materials ancestrals i amb espècies estretament emparentades: Coffea canephora i C. liberica; tanmateix, no se n'ha trobat evidència directa del cultiu a Àfrica o de l'ús com a estimulant en la població nadiua abans del segle xvii.

## Europa

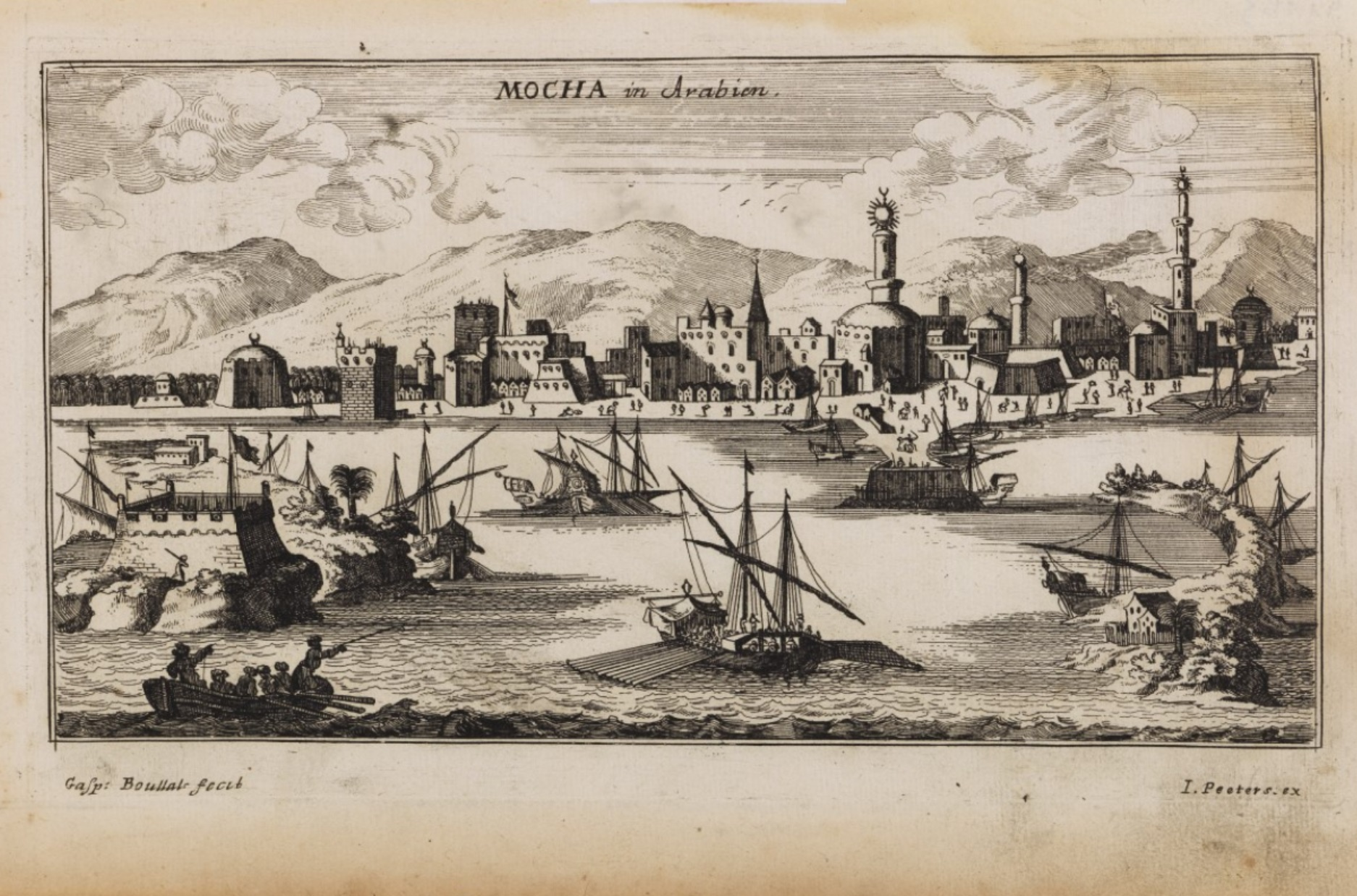
Gravat holandès de Mokha del 1692

El botànic alemany Leonhard Rauwolf, l'any 1573, va ser el primer a mencionar el cafè i l'anomenà chaube, havent-lo observat a la ciutat d'Alep, a Síria.
L'actiu comerç de Venècia amb els musulmans va incloure també el cafè, el qual fou introduït com a beguda de persones acabalades de Venècia i d'aquí passà a Europa. El papa Climent VIII acceptà finalment l'ús del cafè. La primera casa de cafè europea (a banda de les de l'Imperi otomà a Europa) es va obrir a venècia el 1645.

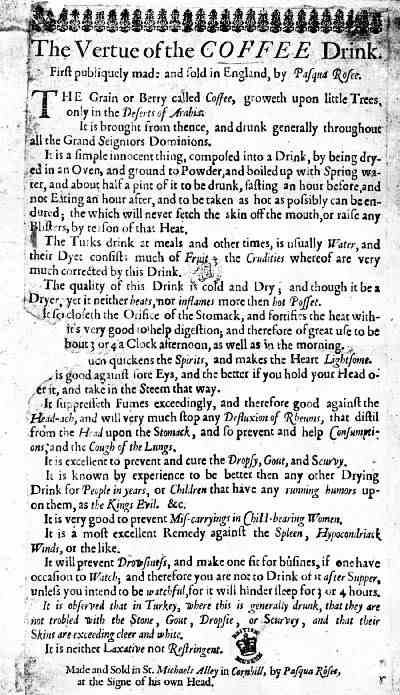
Anunci de cafè de 1652 per al carrer St. Michael's Alley

A Anglaterra la primera casa de cafè es va obrir el 1654 a Londres, al St. Michael's Alley de Cornhill. Cap a 1675 hi havia més de 3.000 cases de cafè a Anglaterra.
A França Antoine Galland (1646–1715) ja va descriure l'associació musulmana entre el cafè, el te i la xocolata, i va dir que el cafè, l'introduí a França Mr. Thevenot, que n'hauria donat algunes llavors als seus amics. Entre 1669 i 1670 l'ambaixador otomà Soleiman Agha va establir el costum de beure cafè entre els parisencs.
A Àustria, Viena, es va obrir una casa de cafè l'any 1683 aprofitant els estris de la desfeta dels otomans en la batalla de Viena, i aviat van afegir al cafè sucre i llet. El cafè típic vienès es diu melange i se serveix amb bromera de llet i un vas d'aigua.
A Holanda es van cultivar plantes de cafè de Mokha als hivernacles i, a més, conrearen cafè, a partir de 1658, a Sri Lanka i al sud de l'Índia. Més tard abandonaren aquestes plantacions i les traslladaren a Java i més tard a Surinam. En pocs anys els holandesos foren els principals subministradors de cafè a Europa.

## Amèrica
Gabriel de Clieu portà plantes de cafè a Martinica cap a 1720. Més tard s'estengueren les plantacions a Haití, Mèxic i altres illes del Carib. El territori de San Domingo (actualment Haití i República Dominicana) al segle xviii subministraven la meitat del cafè del món.
Les plantacions americanes estaven lligades a l'esclavisme.
El cafè es cultivà àmpliament al Brasil des de 1727 i d'aquest estat passà, el 1893, a Kenya i Tanzània (Tanganyika).